# پیا دی چائولا
پیا دی چائولا (ایتالیایی: Pia Di Ciaula) تدوین‌گر ایتالیایی‌تبار اهل کانادا است.
از فیلم‌ها یا مجموعه‌های تلویزیونی که وی در آن‌ها نقش داشته‌است، می‌توان به رسوایی‌ای بس انگلیسی، باروت، خیانت و دسیسه، تاج، حمله متقابل، خیابان، قصه‌های جزیره، مراکش، پاک و شوری خاموش اشاره نمود.